# Mark Knopfler
Mark Knopfler (szül. Mark Freuder Knopfler, Glasgow, Skócia, 1949. augusztus 12. –) hatszoros Grammy-díjas brit énekes, dalszövegíró, filmzeneszerző, gitáros, a Dire Straits és a Notting Hillbillies szólóban jelenleg is aktív frontembere. Gitártechnikájára jellemző az ujjal pengetés (fingerstyle, fingerpicking); a modern rock történetében ő az egyik legelismertebb, pengető nélkül játszó gitáros. 2003-ban a Rolling Stone magazin 27. helyre sorolta minden idők 100 legjobb gitárosának általuk felállított listáján, majd 2011-ben, a lista újabb változatán a 44. helyre került. A Brit Birodalom Rendje tiszti osztályának (OBE) birtokosa.

## Pályafutása
Apja, Erwin Knopfler (1909–1993) Magyarországon született zsidó mérnök volt, anyja angol. Apja a nácik elől menekült 1939-ben Glasgow-ba.
Karrierjét zenei újságíróként kezdte, ekkor ismerkedett meg többek között Steve Phillipsszel és Brendan Crokerrel, de már ekkor is aktívan zenélt (Hue Secombe egy számában, majd Dave Edmundsszal). Crokerrel duót is formáltak, ez addig állt fenn, amíg Knopfler az egyetem miatt Londonba nem költözött. Testvérével és két barátjával itt alakította meg a Cafe Racers együttest, amely az első demó felvételekor már a Dire Straits nevet viselte.
Az együttes rendkívüli sikere mellett 1983-tól Knopfler néhány filmhez is írt zenét, és némelyikük sikeresebb lett magánál a filmnél. Bob Dylan (1979, 1983) és Van Morrison (1982) is meghívta, hogy játsszon lemezeik felvételén. A kimerítő Brothers in Arms-turné után Knopfler érdeklődése zenei gyökerei felé fordult: 1986-ban fellépett Croker és Phillips társaságában, ebből az együttműködésből 1989-ben létrejött a Notting Hillbillies együttes. Emellett 1987-től többször fellépett a híres Chet Atkinsszel, akivel 1990-ben közös lemezt is készített.
1990-ben a Notting Hillbillies, 1991–92-ben a Dire Straits kötötte le az energiáit, ezután azonban saját zenei karrierjét építette tovább. 1996-ban új és korábban ki nem adott számokból megjelentette első szólólemezét, a Golden Heart albumot. Az erős skót–ír hatás ettől kezdve máig felfedezhető zenéjében (ahogy már egész korán, filmzenéiben is megtaláljuk).
1997–99 között ismét a Notting Hillbillies volt napirendben, és 1998-ban két filmzenéje is megjelent. 2000-ben megjelent a második szólólemez, a Sailing to Philadelphia. Az ezt követő turné után, 2002 júliusában öt koncertet adott Londonban és környékén, különböző jótékonysági szervezetek részére. A Mark Knopfler & Friends elnevezésű együttes gyakorlatilag a Notting Hillbillies és a Dire Straits rövid életű feltámasztása volt.
2002-ben megjelent harmadik lemeze, a The Ragpicker's Dream, az ezt követő turnét azonban meghiúsította Knopflernek a próbák első napján elszenvedett motorbalesete, mert kulcscsontját és hét bordáját törte. A gyógyulás időt adott neki korábban félretett anyagok befejezésére, így gyorsan egymásután két lemeze is kijött. A 2004-es Shangri-La lemezt az első valóban „világ körüli” turné követte, ez alkalomból – első híres előadóként – szerződést kötött (a Crowfly honlappal) a turné 12 élő koncertjének internetes forgalmazására.
2006-ban Emmylou Harrisszel közös albuma, az All the Roadrunning koncertjeiről jelent meg Knopfler első koncert DVD-je. 2007-ben jelent meg a Kill to Get Crimson album, amit 2008-ban európai és észak-amerikai turnén mutatott be.
A 2009-es Get Lucky című lemezét követő évben újabb észak-amerikai és európai turnéra ment. Az európai turné állomásaira újra szerződést kötött a Simfylive webáruházzal, hogy minden koncert megvásárolható legyen MP3 formátumban és pendrive-on.

## Lemezek

### Albumok
- 1983 Local hero (filmzene)
- 1983 Comfort and joy (filmzene)
- 1984 Cal (filmzene)
- 1987 Last exit to Brooklyn (filmzene)
- 1987 The princess bride (filmzene)
- 1990 Neck and neck (Chet Atkinsszel)
- 1996 Golden heart
- 1998 Wag the dog (filmzene)
- 1998 Metroland (filmzene)
- 2000 Sailing to Philadelphia
- 2001 A shot at glory (filmzene)
- 2003 The ragpicker's dream
- 2005 Shangri-La
- 2006 All the roadrunning (Emmylou Harrisszel)
- 2007 Kill to get crimson
- 2009 Get lucky
- 2012 Privateering
- 2015 Tracker
- 2016 Altamira (filmzene)
- 2018 Down the Road Wherever
- 2024 One Deep River

### Maxik
- 1996 Darling pretty
- 1996 Rüdiger
- 1996 Cannibals
- 2000 What it is
- 2000 Sailing to Philadelphia
- 2000 Silvertown blues
- 2002 Why aye man
- 2004 Boom, like that
- 2005 The trawlerman's song (EP)
- 2005 One take studio sessions (EP)
- 2006 Beachcombing
- 2006 This is us
- 2007 True love will never fade
- 2007 Punish the monkey
- 2009 Border reiver
- 2009 Remembrance day
- 2024 The Boy (EP - 4 dallal)

### Video
- 1996 A night in London (VHS, majd DVD)
- 2006 The real live roadrunning (DVD)

### Jótékonysági rendezvények
- 1997 Music for Montserrat (DVD)